# Logica
Logica plc war ein britischer Beratungs- und IT-Dienstleister mit weltweit 41.000 Mitarbeitern. Logica war spezialisiert auf Management- und Technologieconsulting, Systemintegration sowie Infrastruktur- und Geschäftsprozess-Outsourcing und Application Management.
Das Unternehmen war an den Börsen in London und Amsterdam gelistet.

## Geschichte
Logica wurde 1969 in Großbritannien gegründet. Die Aktien von Logica wurden 1983 an der London Stock Exchange gehandelt. Die London Underground erhielt 1987 ein automatisches Ticketsystem; die Entwicklung hat Logica übernommen. Logica erhielt 1990 den Zuschlag  der britischen Army für ein 30-Millionen-Pfund-Projekt mit mehr als 100 Entwicklern. Das 25-jährige Jubiläum der Firma Logica wurde 1994 gefeiert. In der Tschechischen Republik und in Neuseeland wurden 1995 Büros eröffnet. Logica erwarb 1997 Aldiscon für 51 Millionen Pfund. Im gleichen Jahr gründete Logica eine Tochterfirma in Indien. Von 2002 bis 2008 wurde der Name von Logica auf LogiaCMG geändert. Die deutsche pdv Unternehmensberatung wurde 2002 mit über 1000 Mitarbeitern für 1,2 Milliarden DM übernommen. 2008 erhielt das Unternehmen das „Fair-Company“-Gütesiegel. Die nordIT GmbH aus Bremen wurde 2009 übernommen.
Im August 2012 wurde Logica durch die kanadische CGI Inc. übernommen.